# General de armată
General de armată este un grad de ofițer care în unele țări comandă o forță militară corespunzătoare unei armate. 
În majoritatea țărilor acest grad este cel mai înalt în timp de pace, iar însemnele pentru acest grad sunt patru stele.
Gradul echivalent acestuia în România este general de armată.